# Norwich (Ontario)
Norwich is een plaats in het zuiden van de Canadese provincie Ontario. Het dorp heeft 10.721 inwoners (2011) en is gesticht in 1793.
In Norwich wonen vele (nakomelingen van) Nederlandse emigranten. Er bevindt zich een gereformeerde gemeente van de Netherlands Reformed Congregations met 2.259 leden (per 1 januari 2023). In het nabijgelegen gehucht Newark bevindt zich een geloofsgemeenschap van de Gereformeerde Gemeenten in Nederland met 281 leden. Het straatbeeld van het dorp met meisjes in (lange) rokken deed een Nederlandse journalist aan het Nederlandse Elspeet denken.

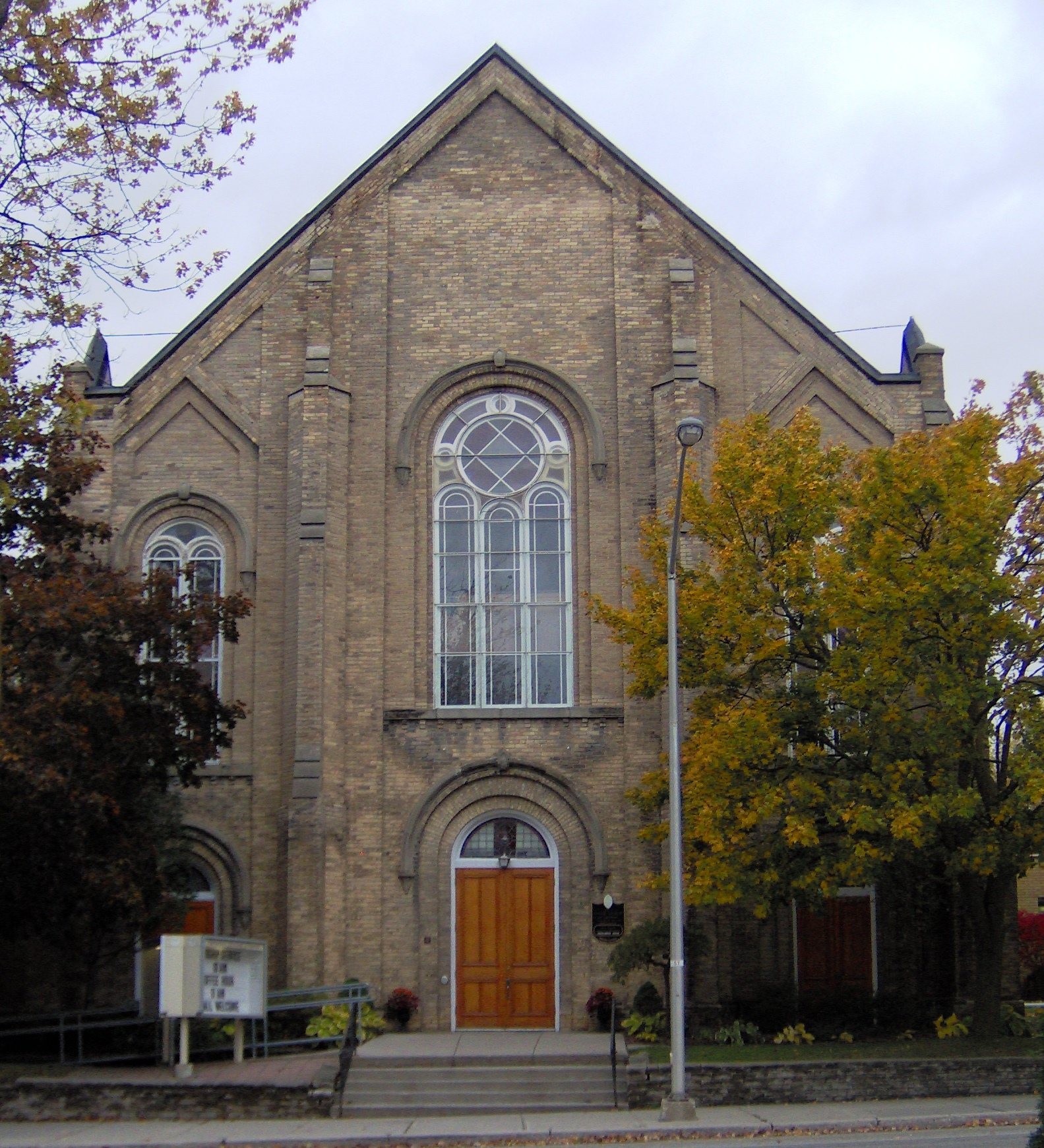
Kerk in Norwich
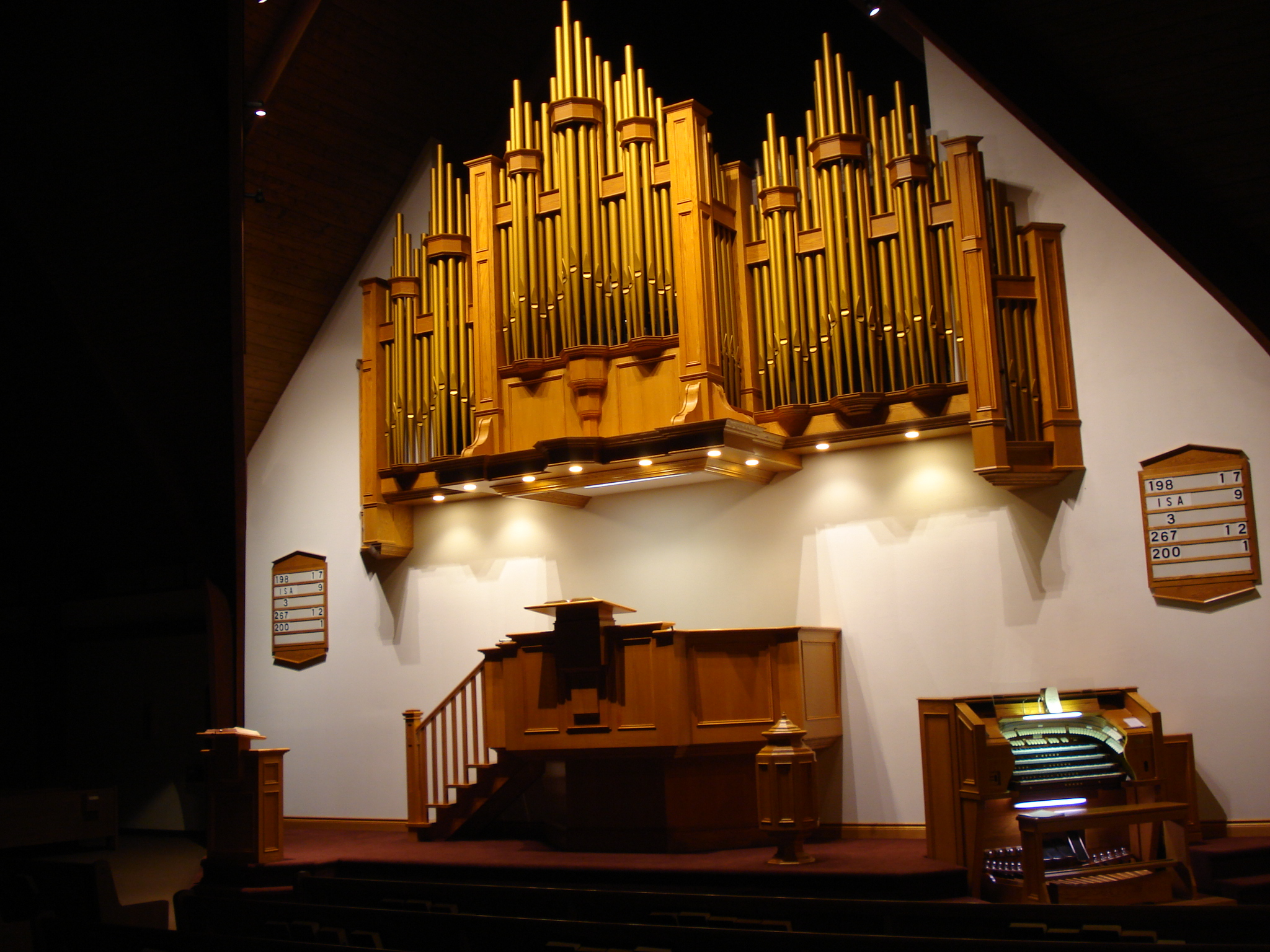
Orgel in de NRC-kerk
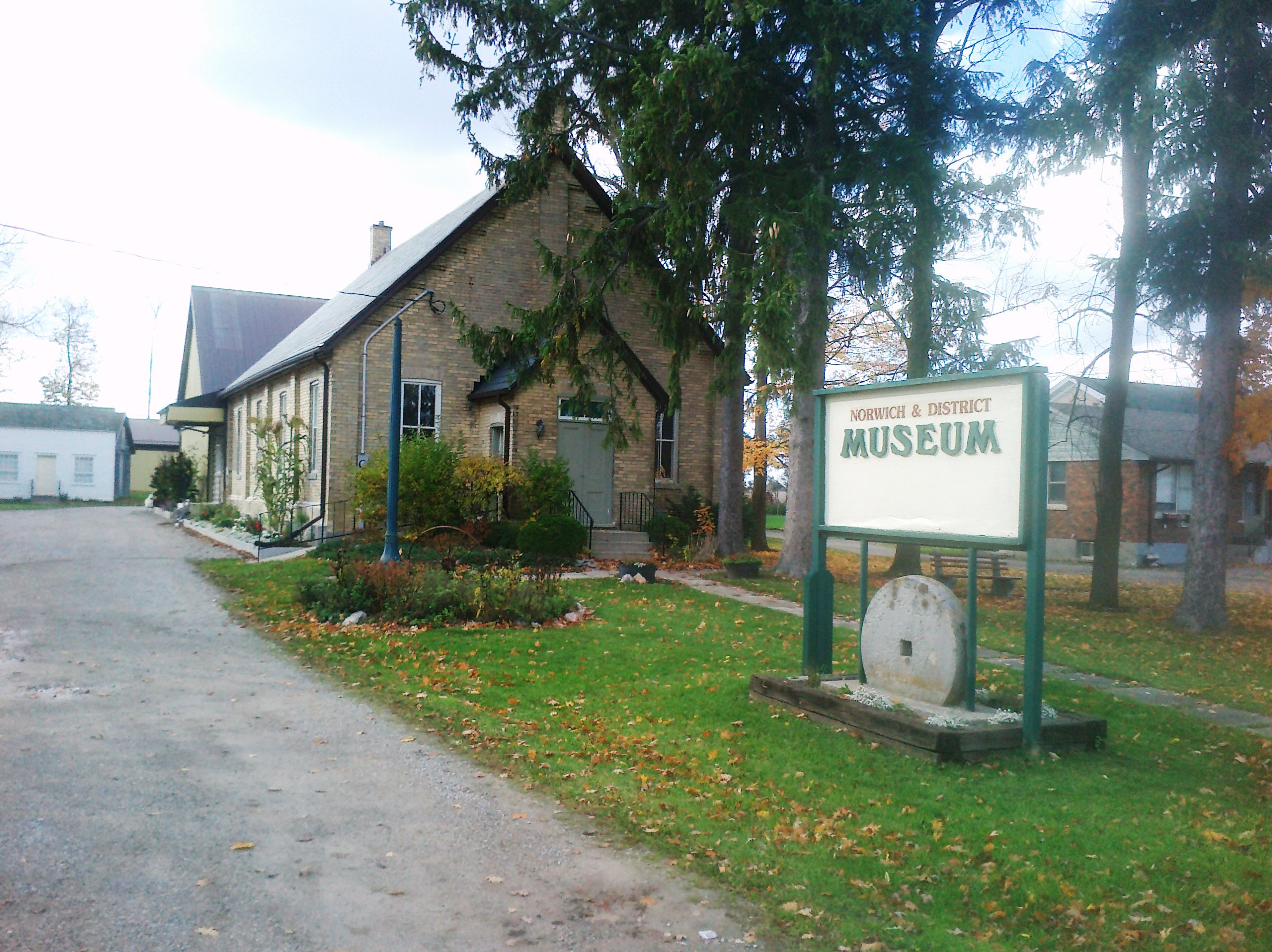
Museum in Norwich